# Elsinore (Utah)
Elsinore város az USA Utah államában, Sevier megyében. Lakosainak száma 802 fő (2020. április 1.).

## Népesség
A település népességének változása:
| Lakosok száma | 847  | 845  | 802  |
|               | 2010 | 2012 | 2020 |